# Johannes Cassianus
Johannes Eremita Cassianus eller Johannes Massiliensis (født omkring 360, døde i 435 eller 448) var en munk og forfatter. Han tog en uddannelse i græsk teologi.
Cassianus formodes at være født i Vesterland, men der er ingen kilder der bekræfter hvor han helt nøjagtigt blev født. Han boede i et kloster i byen Betlehem, og var elev hos Evagrius Ponticus.
Cassianus var meget optaget af eneboere fra Egypten og deres liv, og rejste derfor med sin bofælle Germanus i 390 til landet for at få dyberegående kendskab til deres liv. I første omgang forblev han sammen med disse eneboere i syv år og kom senere tilbage i endnu tre år.

## Munkelivet
Johannes Chrysostomos viede i 403 i Konstantinopel - det nuværende Istanbul - Cassianus til Diakon.
Fra år 405 er Cassianus i Rom hvor han blev viet til præst. Fem år senere blev byen, i 410, ødelagt og blev han "grebet af den almindelige følelse af verdens forfængelighed og intethed".
Han rejste derefter til Marseille hvor han i nærheden stiftede Saint-Victor de Marseilleklostret til munke og en kloster til nonner.
Han gjorde det første ægte forsøg på at afvise den orientalske munkisme ved at forme det efter vestlige normer, og hans skrifter blev bredt spredt i det vestlige klostre.
Cassianus blev aldrig formelt erklæret for en helgen, men han regnes almindeligvis som sådan.

## Forfatter
Munkelivet, som Cassianus så det, blev af Benedikt fra Nurcia beskrevet som Johannes Cassianus' regel i Ordensreglen (De institutis coenibiorum et de octo principalibus vitiis). og Cassianus' og Germanus' samtaler med de ægyptiske eneboere blev beskrevet i hans Collationes Patrum.
Hans bog mod Nestorius, hvori han sagde at "det naturlige menneske er sygt, ikke dødt, sig selv kan det ikke hjælpe, men det kan bede om lægens hjælp", havde stor betydning i striden om nåde og synd mellem Augustin og Pelagius, da han var tætknyttet til Johannes Chrysostomos. Denne fremstilling af læren om menneskets frelse var vidt udbredt i samtiden, men betegnes senere med den kritiske betegnelse semipelagianisme.
I 1559 blev der i Basel udgivet Cassianus' første udgave af samlede skrifter, efterfulgt i 1722 i Frankfurt og i 1733 i Leipzig.